# Machaerirhynchus flaviventer
El Monarca piquiplano pechiamarillo (Machaerirhynchus flaviventer) es una especie de ave paseriforme de la familia Monarchidae propia de Nueva Guinea, el noreste de Australia y algunas islas aledañas.

## Subespecies
Existen seis subespecies reconocidas:
- Machaerirhynchus flaviventer albifrons: Waigeo (oeste de Papúa Nueva Guinea).
- Machaerirhynchus flaviventer albigula: oeste de Papúa Nueva Guinea, noroeste y centro de Nueva Guinea.
- Machaerirhynchus flaviventer novus: noreste de Nueva Guinea.
- Machaerirhynchus flaviventer xanthogenys: sur y sureste de Nueva Guinea, en las islas Aru (al suroeste de Nueva Guinea).
- Machaerirhynchus flaviventer flaviventer: norte y oeste del Cabo York (noreste de Australia).
- Machaerirhynchus flaviventer secundus: noreste de Queensland

## Distribución y hábitat
Se lo encuentra en Australia, Indonesia, y Papúa Nueva Guinea.
Su hábitat natural son los bosques bajos húmedos subtropicales o tropicales.